# FC Dinamo-Auto Tiraspol

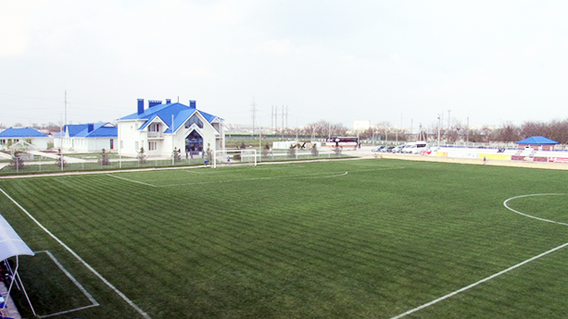
Stadionul Dinamo-Auto

FC Dinamo-Auto Tiraspol (rusky ФК Динамо-Авто Тирасполь) je moldavský fotbalový klub sídlící ve městě Tiraspol. Byl založen roku 2009, klubové barvy jsou bílá a modrá. Domácím hřištěm klubu je Stadionul Dinamo-Auto s kapacitou 1 300 diváků.